# Peridroma rufata
Peridroma rufata är en fjärilsart som beskrevs av W. Warren 1912. Peridroma rufata ingår i släktet Peridroma och familjen nattflyn. Inga underarter finns listade i Catalogue of Life.